# Gräddö
Gräddö är en ort i Rådmansö socken i Norrtälje kommun i Roslagen. 

## Historia
Gräddö by omtalas i dokument första gången 1547.
År 1739 embarkerade de svenska trupperna avsedda för att sättas in i hattarnas ryska krig härifrån.
Från Gräddö avseglade även den svenska expeditionskåren som i augusti år 1809 avseglade till Ratan i Västerbotten för att slå den ryska infallande armén.
Vid slutet av 1800-talet blev Gräddö ett populärt turistmål och en mängd tornförsedda sommarhus uppfördes i området. Även flera pensionat startades, Sjömans, Söderbergs, Strands, Skogshyddan, Ida Bergströms och Björkö örn. Gröddö fick även ett varmbadhus, vilket dock 1920 flyttades till Gräddö-Asken. 1933 flyttades Gräddö missionshus p sin nuvarande plats, efter att tidigare ha uppförts 1868 vid Nabbo. 
Gräddö båtvarv, Axel Eriksson & Co grundades 1924 av bland annat Axel Eriksson (1896-1989). Varvet byggde fram till 196r motorkryssare och segelbåtar motorbåtar.
Viking Line startade 1959 färjetrafik från Gräddö till Mariehamn på Åland och vidare till Galtby, Korpo i  Åbolands skärgård i Finland. Året därpå flyttades trafiken till Kapellskär som utgångshamn i Sverige.
År 2015 avgränsade SCB här för första gången en tätort av SCB benämnd Nabbo, Gräddö och Rävsnäs. Tätorten omfattar även de närliggande orterna Räfsnäs och Nabbo.

### Befolkningsutveckling
| Befolkningsutvecklingen i Nabbo, Gräddö och Rävsnäs 2015–2020                                                                          | Befolkningsutvecklingen i Nabbo, Gräddö och Rävsnäs 2015–2020 | Befolkningsutvecklingen i Nabbo, Gräddö och Rävsnäs 2015–2020 | Befolkningsutvecklingen i Nabbo, Gräddö och Rävsnäs 2015–2020 | Befolkningsutvecklingen i Nabbo, Gräddö och Rävsnäs 2015–2020 |
| --- | ------------------------------------------------------------- | ------------------------------------------------------------- | ------------------------------------------------------------- | ------------------------------------------------------------- |
| |                                                               |                                                               |                                                               |                                                               |
| År |                                                               |                                                               | Folkmängd                                                     | Areal (ha)                                                    |
| 2015 | 2015                                                          |                                                               | 556                                                           | 592                                                           |
| 2020 | 2020                                                          |                                                               | 579                                                           | 584                                                           |
| Anm.: Ny tätort 2015, utgjordes tidigare av en småorterna Räfsnäs, Nabbo och Gräddö där den senare 2010 hade 250 invånare på 97 hektar |                                                               |                                                               |                                                               |                                                               |

## Bildgalleri

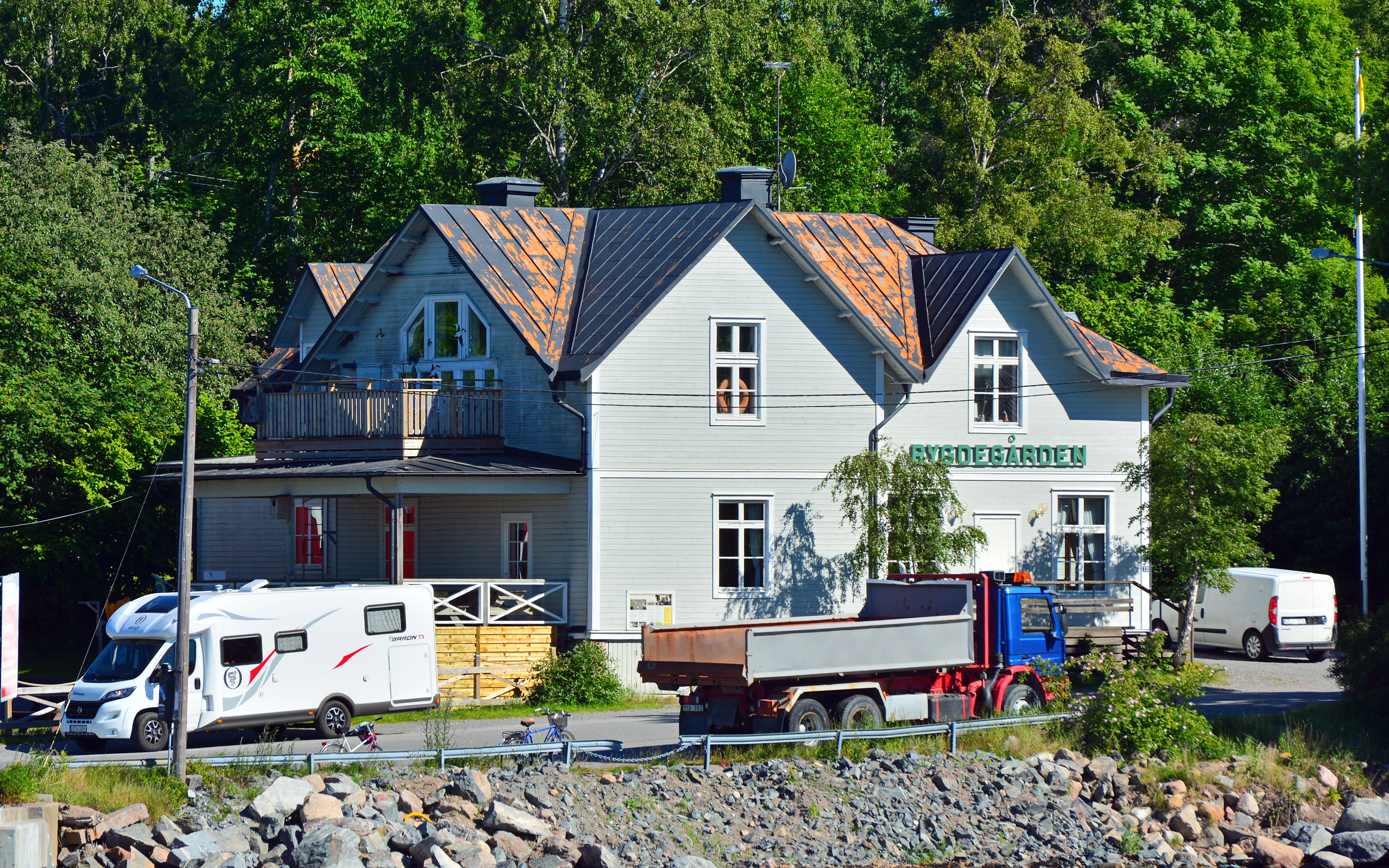
Bygdegården i Gräddö.
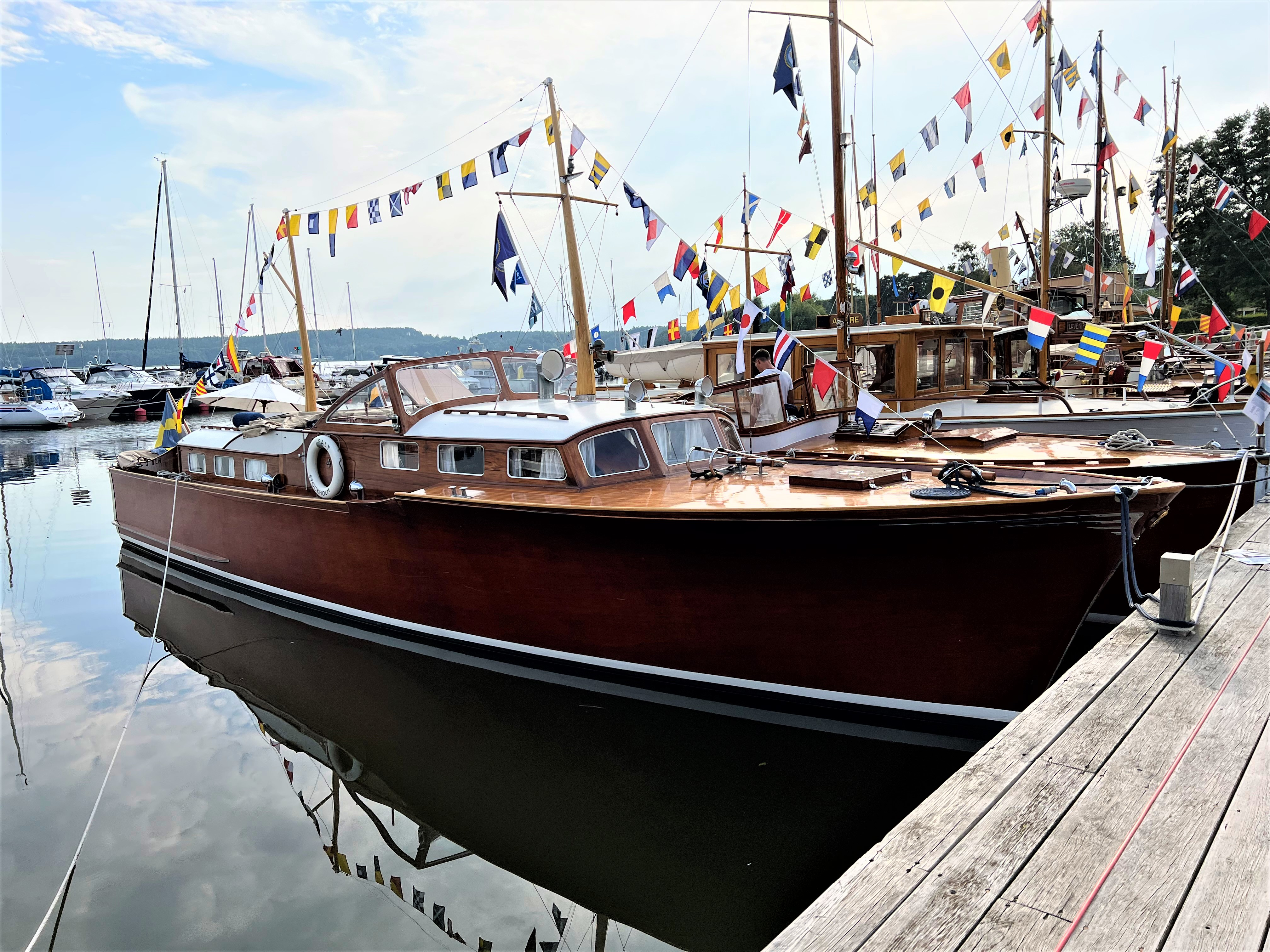
M/Y Salt ritad av Knud H Reimers 1938 och byggd vid Gräddö varv